# Last & Kraft
Last & Kraft ist ein deutsches Nutzfahrzeug-Oldtimer-Magazin der „VF Verlagsgesellschaft“ in Mainz. 
Last & Kraft berichtet über Nutzfahrzeuge des 20. Jahrhunderts. Schwerpunkt sind europäische Lastwagen-Oldtimer, weitere Themen sind historische Omnibusse, Baumaschinen und Speditions-Geschichten. 
Gegründet 1992 vom Edition-Diesel-Queen-Verlag in Berlin, wurde die Fachzeitschrift 2010 von der VF Verlagsgesellschaft übernommen. Die Erscheinungsweise von sechs Ausgaben pro Jahr wurde beibehalten. Derzeitiger Chefredakteur ist Stephan Heide.
Last & Kraft ist eine Schwester-Zeitschrift von Oldtimer Markt, Oldtimer Praxis, Oldtimer Traktor und British Classics.